# 미래 로켓
《미래 로켓》(일본어: 未来ロケット)은 후지 TV 계열에서 2014년 4월 18일부터 2015년 3월 20일까지 매주 금요일 24:50 ~ 25:20(JST)에 방송된 일본의 버라이어티 프로그램이다.

## 개요
꿈과 미래에 돌진하는 젊은이들을 힘차게 멋대로 응원하는 참견 버라이어티 프로그램.

## 출연자
MC (진행)
- 와카바야시 마사야스 (오도리)

꿈 응원 리더
- 마스다 타카히사 (NEWS)

꿈 응원 매니저
- 타카하타 미츠키

스카우트 맨
- 스즈키 타쿠 (드렁크 드래건)

내레이터
- 츠치야 노부유키 (나이츠)

## 코너
- 밀고 스카우트 캐러밴
  - 시청자로부터의 재능 있는 사람들의 밀고를 정보로 해 멋대로 응원하러 간다.
- 미래 학원
  - 어떻게 하면 될 수 있는 건지 모르겠는 인기 직업으로 일하고 싶은 젊은이를 응원하는 기획.
- 상경 이야기
  - 꿈을 쫓기 위해 올봄 상경한 한 소녀에 밀착한다.

## 스태프
- 감수 - 시메타니 히로토
- 구성 - 타나카 나오토, 소타니, 와타나베 가쿠토
- 협력 - BIJIN&Co., BARKS
- 제작 협력 - D:COMPLEX
- 연출 - 스가이 슈이치
- 프로듀서 - 미우라 준, 오자와 에이지 (D:COMPLEX)
- 제작 저작 - 후지 TV